# Kabinett Albrecht I
Das Kabinett Albrecht I bildete vom 6. Februar 1976 bis zum 19. Januar 1977 die Niedersächsische Landesregierung.
Ernst Albrecht wurde am 15. Januar 1976 zum Ministerpräsidenten gewählt. Nachdem er es unterließ, dem Landtag binnen 21 Tagen ein Kabinett zur Bestätigung vorzuschlagen, kam es am 6. Februar 1976 zu einem weiteren Wahlgang, in dem Albrecht abermals die Mehrheit erhielt. Anschließend konnte er eine Minderheitsregierung ernennen, die nicht der Bestätigung durch den Landtag bedurfte.
Das Kabinett wurde im Rahmen der Koalitionsbildung zwischen CDU und FDP 1977 aufgelöst.
| Amt                                    | Name                                                       | Partei | Partei |
| -------------------------------------- | ---------------------------------------------------------- | ------ | ------ |
| Ministerpräsident                      | Ernst Albrecht                                             |        | CDU    |
| Stellvertreter des Ministerpräsidenten | Wilfried Hasselmann (ab 13. Februar 1976 bis 12. Mai 1976) |        | CDU    |
| Inneres                                | Wilfried Hasselmann (ab 13. Februar 1976 bis 12. Mai 1976) |        | CDU    |
| Gustav Bosselmann (ab 12. Mai 1976)    |                                                            | CDU    |        |
| Wirtschaft und Verkehr                 | Ernst Albrecht (bis 25. Februar 1976)                      |        | CDU    |
| Wirtschaft und Verkehr                 | Walther Leisler Kiep (ab 25. Februar 1976)                 |        | CDU    |
| Ernährung, Landwirtschaft und Forsten  | Gerhard Glup (ab 13. Februar 1976)                         |        | CDU    |
| Finanzen                               | Ernst Albrecht (bis 25. Februar 1976)                      |        | CDU    |
| Finanzen                               | Walther Leisler Kiep (ab 25. Februar 1976)                 |        | CDU    |
| Justiz                                 | Ernst Albrecht (bis 12. Mai 1976)                          |        | CDU    |
| Justiz                                 | Hans Puvogel (ab 12. Mai 1976)                             |        | CDU    |
| Kultus                                 | Werner Remmers (ab 13. Februar 1976)                       |        | CDU    |
| Wissenschaft und Kunst                 | Werner Remmers (ab 13. Februar 1976)                       |        | CDU    |
| Soziales                               | Hermann Schnipkoweit (ab 13. Februar 1976)                 |        | CDU    |
| Bundesangelegenheiten                  | Wilfried Hasselmann (ab 13. Februar 1976)                  |        | CDU    |